# Attacco ischemico transitorio
L'attacco ischemico transitorio o TIA, dall'inglese transient ischemic attack, è causato da un disturbo temporaneo di irrorazione sanguigna ad una parte limitata del cervello, e si manifesta con un deficit neurologico che permane, per definizione, per un periodo inferiore ai 60 minuti; in realtà il limite di tempo che sancisce lo 'spartiacque' fra TIA e ictus è controverso: fino a poco tempo fa era fissato in 24 ore, adesso invece si parla di ictus (in inglese stroke) se i sintomi durano più di un'ora.

## Sintomi
I sintomi sono molto variabili da paziente a paziente, a seconda dell'area cerebrale coinvolta. I sintomi più frequenti includono la cecità temporanea o amaurosi transitoria, l'incapacità di parlare o afasia, la debolezza di una metà del corpo o emiparesi e la ipoestesia (diminuzione della sensibilità) o il formicolio della cute, di solito ad una metà del corpo. La perdita di coscienza è decisamente poco frequente.

## Effetti del TIA
Si dice talora che i pazienti che hanno subito un TIA hanno avuto il preavviso di un ictus. Se il deficit circolatorio dura più di qualche minuto, le cellule nervose dell'area colpita muoiono, causando un deficit neurologico permanente. Un terzo dei pazienti che hanno subito un TIA hanno successivamente TIA ricorrenti ed un altro terzo ha un ictus.
Il punteggio (o score) ABCD2 può predire la probabilità di un successivo ictus.
Il punteggio è così calcolato:
- Età ≥ 60 anni = 1 punto
- Pressione arteriosa al momento della visita ≥ 140/90 mm Hg = 1 punto
- Quadro clinico
  - ipostenia (debolezza muscolare) di un lato = 2 punti
  - disturbi di linguaggio senza ipostenia = 1 punto
- Durata dell'attacco
  - ≥ 60 minuti = 2 punti
  - 10-59 minuti = 1 punto
- Diabete = 1 punto

Punteggi e rischio:
- Da 0 a 3 punti: rischio basso
  - 1% di probabilità di ictus entro 2 giorni
  - 1,2% di probabilità di ictus entro 7 giorni
- Da 4 a 5 punti: rischio moderato
  - 4,1% entro 2 giorni
  - 5,9% entro 7 giorni
- Da 6 a 7 punti: rischio alto 
  - 8,1% entro 2 giorni
  - 11,7% entro 7 giorni

## Cause
La principale causa di TIA è un embolo (piccolo coagulo) che occlude un vaso arterioso cerebrale. Esso nasce generalmente dalla rottura di una placca ateromasica o aterosclerotica in una delle arterie carotidi o da un coagulo originatosi in un atrio cardiaco in seguito a fibrillazione atriale.
Altre cause sono il restringimento (stenosi) di grossi vasi dovuto a placche aterosclerotiche, e l'aumento di viscosità del sangue (ematocrito). Il TIA è correlato con altre condizioni patologiche come l'ipertensione, malattie cardiache (specialmente fibrillazione atriale), ipercolesterolemia, fumo e diabete mellito.

## Diagnosi differenziale
Se compaiono disturbi visivi come linee ondulate o seghettate, oppure lampi di luce in concomitanza con cefalea, si può trattare di emicrania con quadro atipico. Generalmente è presente in questi casi anamnesi di episodi di emicrania. Anche una convulsione focale può simulare i sintomi di un TIA.

## Prevenzione
Viene prescritto l'uso di farmaci anticoagulanti come eparina e dicumarolici, oppure di farmaci antiaggreganti come l'acido acetilsalicilico (aspirina).

## Terapia
Fondamento della terapia dopo un TIA deve essere la diagnosi ed il trattamento della causa determinante. Non è sempre possibile distinguere subito un TIA da un ictus. La maggior parte dei pazienti ai quali viene diagnosticato in un dipartimento d'emergenza un TIA pregresso viene dimessa ed inviata al medico di famiglia per procedere alle opportune indagini. Un TIA può essere considerato un "ultimo avviso". La causa dell'evento dovrebbe essere immediatamente cercata con un esame neuroradiologico del cervello.
La terapia di prima scelta è l'acido acetilsalicilico (aspirina); di seconda indicazione il clopidogrel o la ticlopidina.
In caso di TIA ricorrenti in trattamento con acido acetilsalicilico è indicata l'associazione ac. acetilsalicilico - dipiridamolo.
L'ECG può evidenziare una fibrillazione atriale (F.A.), causa comune di TIA o altre aritmie che possono causare embolizzazione al cervello. L'ecocardiografia è in grado di evidenziare un trombo nelle camere cardiache. In tal caso sarà necessaria una terapia anticoagulante.
Un ecocolor Doppler dei tronchi sovra-aortici (eco-doppler TSA) dimostra una eventuale stenosi carotidea. In caso di stenosi superiore al 70% del lume può essere posta l'indicazione ad una chirurgia disostruttiva (endoarteriectomia).